# Музей космонавтики имени С. П. Королёва
Национальный музей космонавтики имени Сергея Павловича Королёва (укр. Національний музей космонавтики імені Сергія Павловича Корольова) — музей космонавтики, расположенный в городе Житомир Житомирской области Украины. 
Состоит из нескольких зданий:
- Мемориальный дом-музей академика Сергея Павловича Королёва;
- Здание экспозиции «Космос».

По состоянию на 2010 год музей посетило больше двух миллионов человек.

## История
1 августа 1970 года в Житомире был открыт мемориальный дом-музей академика Сергея Павловича Королёва. 
В 1987 году завершено строительство специального здания для экспозиции «космос», которая была открыта 1 июня 1991. В том же году заведение стало самостоятельным музеем, который получил название «Житомирский музей космонавтики им. С. П. Королева».
8 августа 2020 музею присвоен статус национального.
В конце сентября 2021 года в департаменте регионального развития Житомирской ОГА объявили тендер для разработки проектной документации на «Ремонтно-реставрационные работы здания Национального музея космонавтики имени Сергея Павловича Королева», ожидаемая стоимость которого составляет 48,6 тыс. грн.

## Структура
- Мемориальный дом-музей Сергея Павловича Королева.
- Экспозиция «Космос» (в отдельном здании).

## Экспозиция

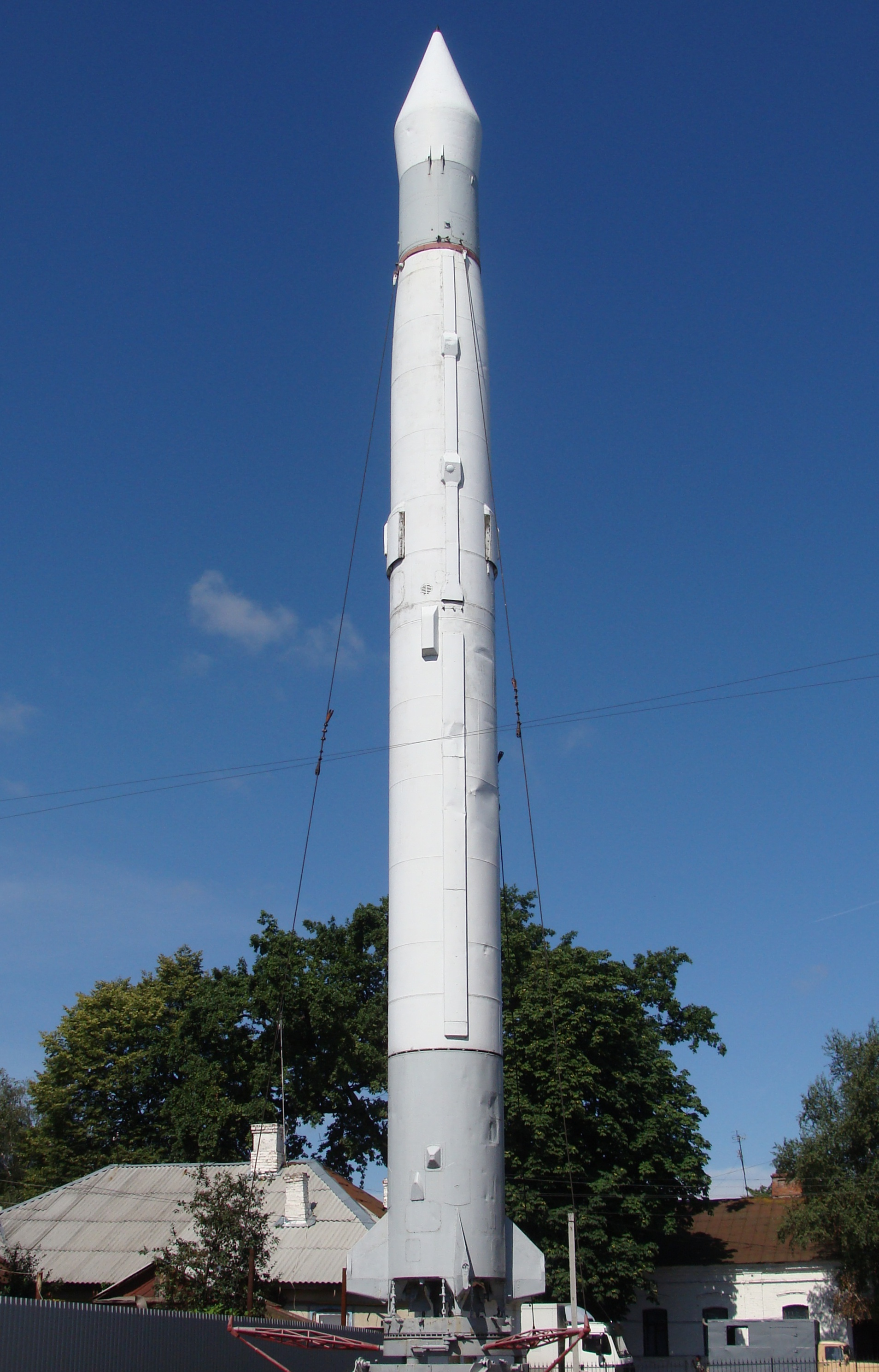
Ракета Р-5 (8A62)

В доме, где С. П. Королёв провел своё детство, представлена мебель, личные вещи и документы семьи Королёвых. Много материалов, документов, личных вещей передали в подарок музею мать Королёва — Баланина Мария Николаевна, дочь — Королёва Наталья Сергеевна, супруга — Королёва Нина Ивановна, его друзья, коллеги и др.
В экспозиции «Космос» представлена уникальная коллекция образцов космической техники, оборудования, снаряжения космонавтов, а также документы, фотографии, сувениры по космической тематике. Отдельный тематический комплекс составляют музейные предметы, которые относятся к развитию космонавтики на Украине. Так в музее находятся макеты «Луноход-2», корабль «Союз», спускаемый аппарат автоматической межпланетной станции «Венера-15» в натуральную величину, спускаемый аппарат корабля «Союз-27», побывавший в космосе, и другие экспонаты.
Рядом со зданием экспозиции «Космос» установлены ракеты: геодезический вариант ракеты Р-5 (8A62) (первый советский носитель ядерного заряда, последняя модернизация ракеты А4 — Фау-2), главный конструктор Дмитрий Ильич Козлов и ракета Р-12 (8K63) (первая разработанная в Днепре) с двигателем на высококипящих компонентах.

### Галерея

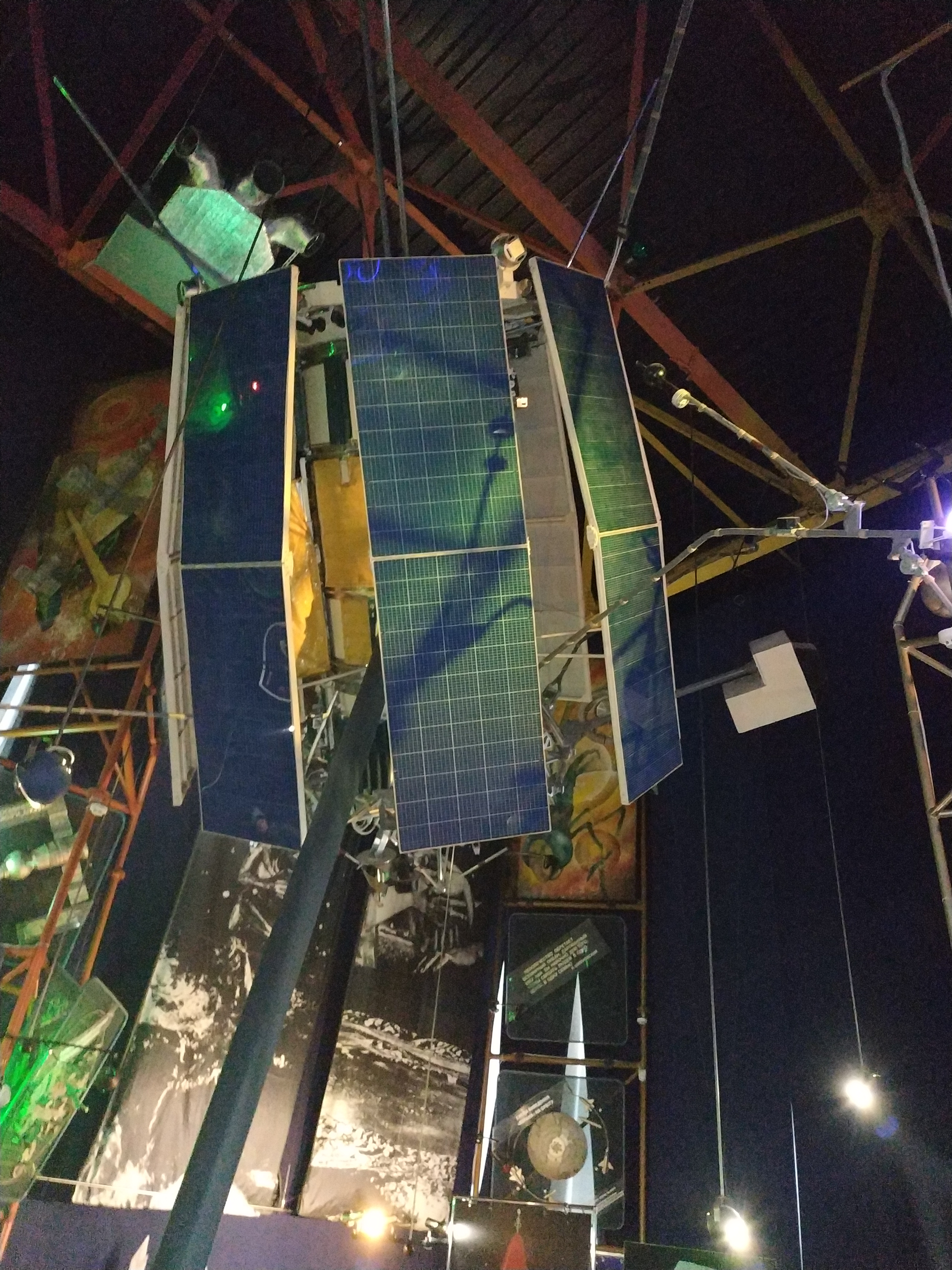
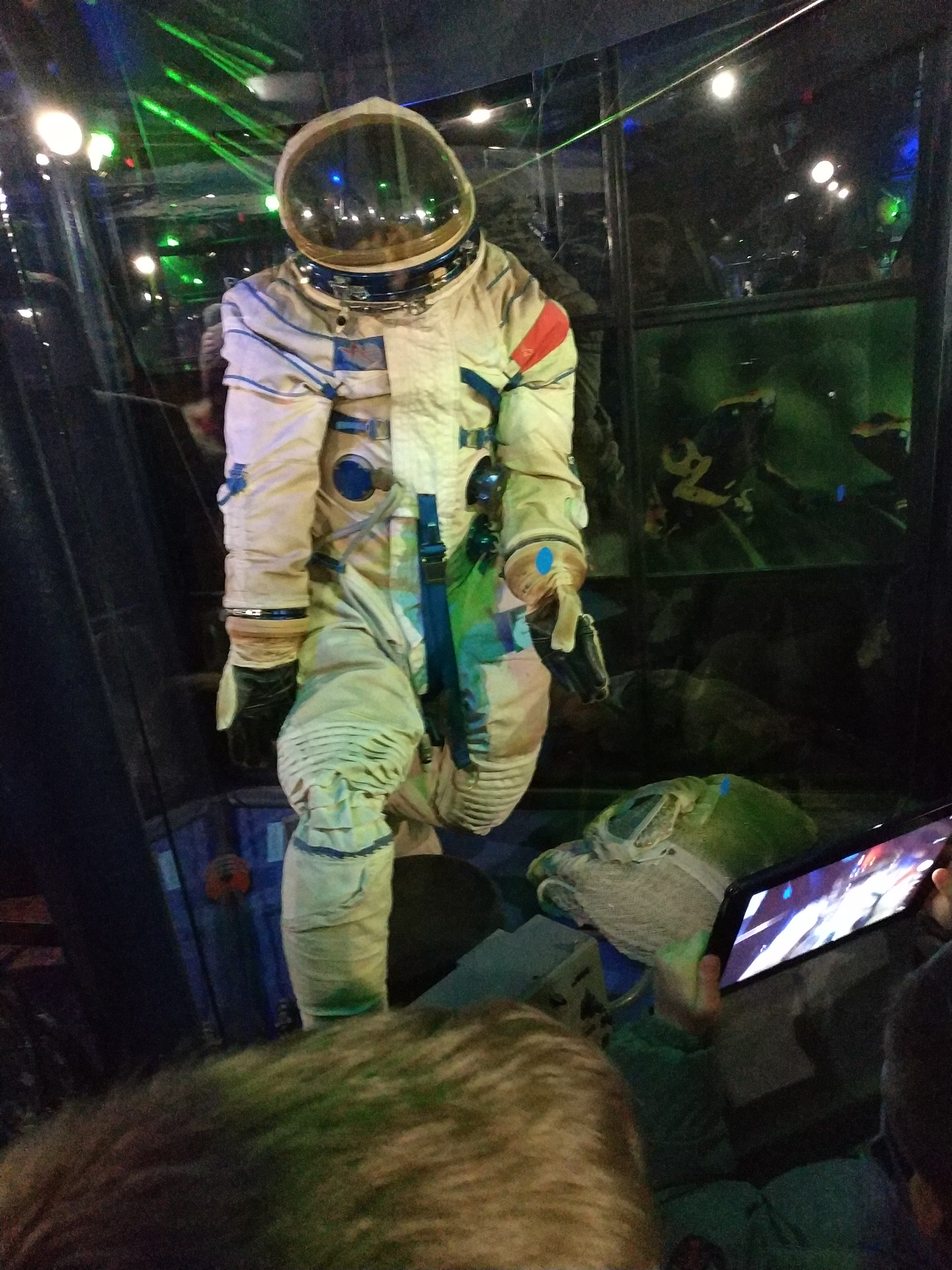
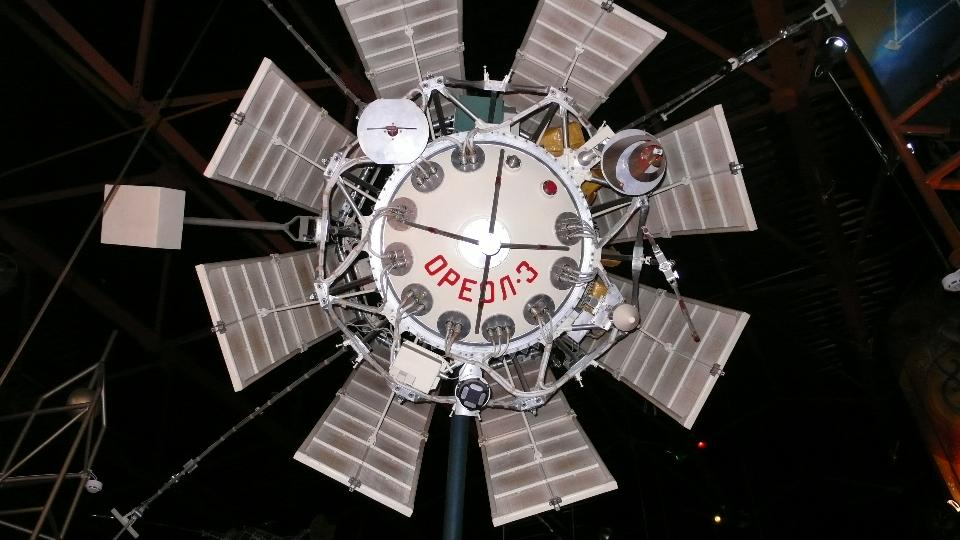
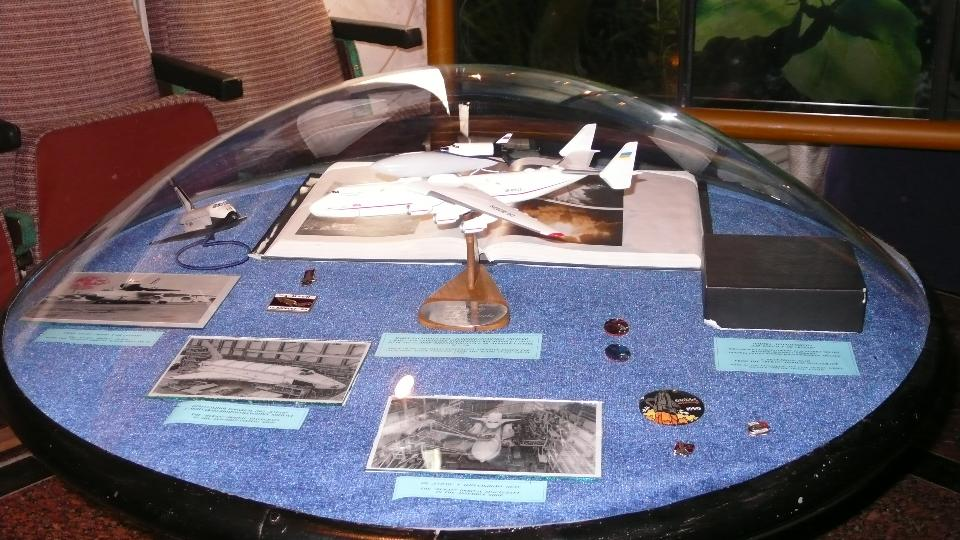
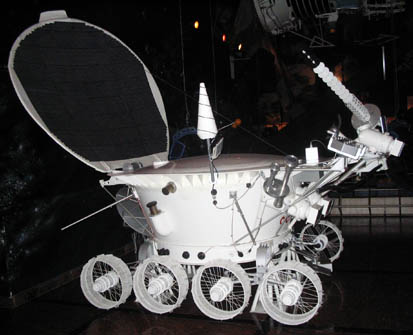